# Falconetto
Il falconetto è un pezzo d'artiglieria terrestre leggera sviluppato in epoca tardo-medievale-rinascimentale.
Si distingueva da falcone e colubrina per la gittata, il calibro e le dimensioni ridotte.

## Storia
Una tale arma, forse fornita da Alfonso I d'Este, venne utilizzata dai lanzichenecchi durante la battaglia di Governolo il 25 novembre 1526. Il comandante delle truppe pontificie Giovanni dalle Bande Nere fu colpito in quell'occasione e morì il 30 novembre a Mantova per sopraggiunta gangrena alla gamba colpita.

## Descrizione
Era un cannone di piccolo calibro (dai 5 ai 7 cm), trasportabile a mano, e sparava palle piene di un peso che, pur variando a seconda del modello, dell'epoca e della destinazione d'uso (generalmente artiglieria da marina), era compreso fra l'una e le tre libbre. Venne impiegato soprattutto durante il XVII secolo per armare navigli leggeri come piccoli "legni" d'abbordaggio. Questi cannoncini da nave potevano sparare anche mitraglie, cioè munizioni costituite da un'armatura in metallo riempita di palle di piombo, oltre che di schegge metalliche o di vetro che, una volta esploso il colpo, si disperdevano a rosa.